# 窄腹海馬
窄腹海馬為輻鰭魚綱棘背魚目海龍魚科的其中一種，分布於東印度洋區的澳洲北部海域，棲息深度3-63公尺，體長可達22公分，棲息在有遮蔽的礁石區，體色隨環境而變化，有灰白色、橘紅色、黃色等色彩，屬肉食性，以小型甲殼類為食，卵胎生，可作為觀賞魚。